# Карл Арнінг
Карл Едуард Фрідріх Арнінг (нім. Karl Eduard Friedrich Arning; 10 лютого 1892, Берлін — 17 листопада 1964, Гамбург) — німецький воєначальник, генерал-майор вермахту. Кавалер Лицарського хреста Залізного хреста.

## Біографія
16 вересня 1912 року вступив в армію. Учасник Першої світової війни. 31 грудня 1920 року звільнений у відставку. 1 жовтня 1934 року повернувся в армію як офіцер земельної оборони. З 5 березня 1935 року — офіцер служби комплектування. 1 серпня 1936 року повернувся на дійсну службу. З 6 жовтня 1936 року — командир роти 22-го піхотного полку, з 1 червня 1939 року — 2-го батальйону 3-го піхотного полку. 22 травня 1941 року переведений в штаб свого полку. З 26 жовтня 1941 року — виконувач обов'язків командира, з 9 січня 1942 по 10 грудня 1943 року — командир свого полку. З 3 лютого по 1 березня 1944 року пройшов курс командира дивізії. 4 квітня був відряджений в ОКГ, 12 квітня — в групу армій «Північ». 10-19 червня виконував обов'язки командира 72-ї піхотної дивізії. З 10 липня 1944 року — командир 75-ї піхотної дивізії. З 6 квітня 1945 року — бойовий комендант Меріш-Острау. 10 травня взятий в полон радянськими військами. 8 жовтня 1955 року звільнений.

## Звання
- Фанен-юнкер (16 вересня 1912)
- Фенріх (17 травня 1913)
- Лейтенант (22 березня 1914)
- Оберлейтенант (20 травня 1917)
- Гауптман запасу (25 серпня 1921)
- Гауптман у відставці (1 жовтня 1934)
- Гауптман служби комплектування (5 березня 1935)
- Гауптман (1 серпня 1936)
- Майор (1 жовтня 1937)
- Оберстлейтенант (1 лютого 1941)
- Оберст (1 липня 1942)
- Генерал-майор (1 вересня 1944)

## Нагороди
- Залізний хрест 2-го і 1-го класу
- Нагрудний знак «За поранення» в чорному — за поранення, отримане в травні 1916 року.
- Почесний хрест ветерана війни з мечами (9 березня 1935)
- Медаль «За вислугу років у Вермахті»
  - 4-го класу (4 роки; 2 жовтня 1936)
  - 12-го класу (12 років; 16 червня 1938)
- Нагрудний знак «За поранення» в сріблі (2 вересня 1939)
- Застібка до Залізного хреста
  - 2-го класу (27 вересня 1939)
  - 1-го класу (22 жовтня 1939)
- Медаль «За зимову кампанію на Сході 1941/42» (30 липня 1942)
- Німецький хрест в золоті (30 квітня 1943)
- Лицарський хрест Залізного хреста (11 жовтня 1943)